# 대한민국사 (책)
《대한민국史》(大韓民國사, 대한민국사)는 성공회대학교 교수 한홍구가 쓴 한국 현대사 책이다.

## 개요
한홍구가 주간지인 《한겨레21》에 '한홍구의 역사이야기'로 투고한 글을 모은 책으로, 현재 4권까지 간행되어 있다. 각 권은 주제별로 분류되어 있으나, 4권 자체가 일정한 시리즈를 이루는 것은 아니고, 《한겨레21》에 투고한 시기에 따라 4권이 분류가 된 것이다. 처음에는 한 권으로 기획되었으나, 4권까지 확장되었다
이 책은 2008년 대한민국 국방부 지정 불온서적 목록에 포함되기도 했다.

## 한홍구의 역사이야기 리스트
- “한홍구의 역사이야기 (목록)”. 《한겨레21》. 2007년 12월 9일에 확인함.
- 한홍구 (2001년 2월 14일). “단 한번도 왕의 목을 치지 못한…”. 《한겨레21》 (제346호). 2007년 12월 22일에 확인함.
- 한홍구 (2001년 5월 22일). “이근안과 박처원, 그리고 노덕술”. 《한겨레21》 (제360호). 2007년 12월 9일에 확인함.